# Вольский, Алексей Львович
Алексе́й Льво́вич Во́льский (род. 22 декабря 1967, Ленинград) — российский литературовед-германист, переводчик, доктор филологических наук, профессор.

## Биография
В 1984 г. окончил среднюю школу № 477 г. Пушкина.
В 1986 — 1988 гг. проходил срочную службу в Советской Армии.
В 1991 году окончил факультет иностранных языков ЛГПИ им. А. И. Герцена, специальность «Филология», квалификация — преподаватель немецкого и английского языков.
В 2002 г. окончил Высшую религиозно-философскую школу по специальности «Философия», бакалавр философии.
В 1998 году защитил диссертацию на соискание ученой степени кандидата филологических наук, тема: «Языкотворчество в современной поэзии (на материале лирики П.Целана)». Научный руководитель — профессор Н. О. Гучинская, в 2009 году — диссертацию на соискание ученой степени доктора филологических наук, тема: «Поэтико-философский текст как объект филологической герменевтики». Научный консультант — профессор Е. А. Гончарова

## Научная деятельность
Автор более 100 научных и научно-методических работ на русском и немецком языках по литературоведению, истории литературы и философии. Член Российского союза германистов.

## Преподавательская деятельность
1992—1993 — ассистент по русскому языку в «Филипп-Райс Шуле» и «Кайзерин Фридрих Шуле» (Гессен, Германия).
Работал в школе № 403 в г. Пушкина.
В настоящее время работает в РГПУ им. А. И. Герцена.
С 1997 по 2013 гг. работал на кафедре немецкой филологии, с 2013 года — профессор кафедры зарубежной литературы.
Выступает с лекциями, блок-семинарами и научными докладами по приглашению следующих университетов и организаций:
- Дом ученых им. А. М. Горького РАН (2013);
- Факультет свободных наук и искусств СПбГУ (2013);
- Педагогический институт г. Фрайбурга, Германия (2013).

Участвовал в следующих проектах:
- Открытая лекция «Художественная религия в немецком романтизме» в рамках проекта CULTURA 17.10. 2016 г. в Петрикирхе, СПб.
- Доклад «Deutsch und Germanistik in Russland: einige Bemerkungen zur aktuellen Situation». 27.10 −30.10, 2016, Cambridge.

## Научные труды
Volskij A. Auf der Suche nach der reinen Sprache: Hermeneutische Aspekte von P. Celans Chlebnikov-Lektüre. Das Wort. Germanistisches Jahrbuch Russland 2009. Moskau, 2009, S.145-157.
Вольский А. Л. Герменевтика фрагментов Новалиса «Das Allgemeine Brouillon». Герменевтика фрагментов Новалиса «Das Allgemeine Brouillon» Известия государственного лингвистического университета, Нижний Новгород, Т. 10, с. 144—151.
Вольский А. Л. Концепты космос и хаос в поэтике Гёльдерлина. Концепты хаоса и порядка в естественных и гуманитарных науках. Нижний Новгород: Деком. — 2011, с.201-207.
Вольский А. Л. Герменевтический дискурс и его истоки в немецком романтизме. Текст — дискурс — стиль в современной этнокультуре Германии. Монография. Санкт-Петербург. Изд-во РГПУ им. А. И. Герцена, 2012г, с.34-59
Volskij A. «Von Morgen nach Abend»: Bemerkungen zu Friedrich Schlegels Indien-Buch, seiner Vor-und Wirkungsgeschichte. Русская германистика. Ежегодник Hоссийского Союза германистов. Т.9. — М.: Языки славянской культуры, 2012, с.20-28.
Вольский А. Л. К проблеме модернизма в драме И. В. Гёте «Ифигения в Тавриде». Герценовские чтения, Иностранные языки, СПб, 2013, Изд-во РГПУ им. А. И. Герцена, с.155-156.
Вольский А. Л. Август Шлегель и Шекспир // Литература и театр. Сборник научных трудов преподавателей и студентов кафедры зарубежной литературы / Под ред. Г. В. Стадникова. — СПб.: Свое изд-во, 2014. — С. 30-33.
Вольский А. Л."Фрагменты" Новалиса: поэтическое познание универсума // Фрагменты Новалис (Харденберг) Ф. — СПб: Владимир Даль, 2014. — С. 5-52.
Вольский А. Л., Никифорова Т. С. Новалис как философ языка // Поля модерна как объекты исследования литературоведения Материалы межвузовской конференции. Институт иностранных языков. СПб., 2015. — С. 49-65.
Вольский А.Л. Ф. Гёльдерлин и создание европейского мифа // Вопросы философии. — № 6. — М.: Наука, 2016. — С.77-86.
Вольский А. Л. Поэзия и язык в герменевтическом освещении // Герценовские чтения. Иностранные языки. Материалы всероссийской научной конференции с международным участием. 13-14 апреля 2017 г. — СПб.: Изд-во РГПУ им. А. И. Герцена, 2017. — С.15-16.
Вольский А. Л. О двух путях развития модернистской субъективности // Преломления: Труды по теории и истории литературы, поэтике, герменевтике и сравнительному литературоведению. Сборник памяти А. Г. Аствацатурова. — СПб.: РХГА, 2017. — С. 66-76.
Вольский А. Л. Poeta vates vs. poeta doctus : Платон и Аристотель / Вольский Алексей Львович // Известия Российского государственного педагогического университета имени А. И. Герцена. — Санкт-Петербург, 2017. — N 183. — С. 35-47.

## Переводы
- «Математик знает все»: к построению универсальной энциклопедии знания (Перевод избранных «математических» фрагментов Новалиса) Философия. Теология. Наука. Материалы первых чтений, посвященных А. Г. Чернякову. Труды Высшей религиозно-философской школы 10, СПб., ВРФШ, 2011 г., с. 168—178
- Новалис (Харденберг) Фридрих. Фрагменты / Пер. Вольский А. Л. — СПб.: Владимир Даль, 2014. — 300 с.
- Гундольф Ф. Немецкие романтики: Тик, Иммерман, Дросте-Хюльсхофф, Мёрике / Пер. с нем. Е. В. Бурмистровой, А. Л. Вольского. СПб.: Владимир Даль, 2017. — 295 с.